# Georgia Brown
Georgia Brown, właśc. Rossana Monti (ur. 29 czerwca 1980 w Neapolu) – włosko-brazylijska piosenkarka obdarzona rekordową, 8-oktawową skalą głosu, który jest w stanie osiągnąć rejestr gwizdkowy. 

## Dyskografia

### Albumy
- 1999: Black Nature (Złota płyta)
- 2001: To Da Floor
- 2003: Heart Beats (Złota płyta)
- 2008: The Renascence of Soul

### Single
- 1997: Hold On
- 1998: Commit A Crime
- 2002: Lost Love
- 2003: Forgiven
- 2004: Nobody's Supposed To Be Here
- 2005: Always
- 2006: Loneliness
- 2007: I'm Dangerous
- 2007: Jesus
- 2008: Save My Soul
- 2008: Take Slow
- 2008: Place In Your Heart